# Acta Botanica Brasilica
Acta Botanica Brasilica est une revue scientifique consacrée à la botanique publiée sous la responsabilité de la Société botanique du Brésil (Sociedade Botânica do Brasil). Elle a été fondée comme publication semestrielle en 1987, puis est devenue trimestrielle en 2011.
Cette revue publie des articles en portugais et en espagnol (et certains en anglais à partir de janvier 2013) concernant tous les domaines de la botanique. Son rédacteur en chef actuel est M. Francisco de Assis Ribeiro dos Santos.
L'abréviation Acta Bot. Bras. doit être utilisée comme référence bibliographique. 